# Luka Zahović
Luka Zahović, slovenski nogometaš, * 15. november 1995, Guimarães, Portugalska.
Zahović je slovenski profesionalni nogometaš, ki igra na položaju napadalca. Od leta 2024 je član poljskega Górnik Zabrze, od leta 2019 pa slovenske reprezentance. Pred tem je igral za Maribor, Veržej, Heerenveen in Pogoń Szczecin ter slovensko reprezentanco do 16, 17, 18, 19 in 21 let. Z Mariborom je osvojil pet naslovov slovenskega državnega prvaka ter po en slovenski pokal in SuperPokal. V sezonah 2017/18 in 2018/19 je bil najboljši strelec v slovenski ligi.
Njegov oče je nekdanji nogometaš in reprezentant Zlatko Zahović.